# Епархия Занзибара
Епархия Занзибара (лат. Dioecesis Zanzibarensis) — епархия Римско-Католической Церкви с центром в городе Занзибар, Танзания. Епархия Занзибара входит в митрополию Дар-эс-Салама. Кафедральным собором епархии Занзибара является церковь святого Иосифа.

## История
12 декабря 1964 года Конгрегация пропаганды веры издала декрет «Quo aptius», которой учредила апостольскую администратуру Занзибара и Пембы, выделив её из архиепархии Момбасы и архиепархии Дар-эс-Салама. Одноимённый апостольский викариата, созданный в Кении в 1886 году, был преобразован в 1906 году в архиепархию Найроби.
28 марта 1980 года Римский папа Иоанн Павел II издал буллу «Cum Administratio», которой преобразовал апостольскую администратуру Занзибара и Пембы в епархию Занзибара.

## Ординарии
- епископ Edgard Aristide Maranta O.F.M.Cap.[1] (12.12.1964 — 1966);
- епископ Joseph Sipendi (1966—1968);
- епископ Adriani Mkoba (16.07.1968 — 26.01.1973);
- епископ Bernard Martin Ngaviliau C.S.Sp.(28.03.1980 — 30.11.1996);
- епископ Augustine Ndeliakyama Shao C.S.Sp. (30.11.1996 — по настоящее время).

## Источник
- Annuario Pontificio, Libreria Editrice Vaticana, Città del Vaticano, 2011, ISBN 88-209-7422-3
- Декрет Quo aptius, AAS 57 (1965), стр. 336  (лат.)
- Булла Cum Administratio  (лат.)